# San Lorenzo (hora)
San Lorenzo je hora na jihu Chile a Argentiny, na státní hranici.
Nachází se v chilském regionu Aysén a na severozápadě argentinské provincie Santa Cruz.
San Lorenzo je s nadmořskou výškou 3 706 metrů druhou nejvyšší horou Patagonských And.
Vrchol hory je zaledněn. Prvovýstup provedl v polovině 20. století salesiánský misionář původem z Itálie Alberto de Agostini.